# Galina Ermolaeva (aviron)
Cet article concerne une rameuse. Pour la coureuse cycliste, voir Galina Ermolaeva.
Galina Nikonorovna Ermolaeva (russe : Галина Никоноровна Ермолаева), née le 21 octobre 1948 à Léningrad, est une ancienne rameuse soviétique. Elle est médaillée d'argent aux Jeux de 1976.

## Carrière
Aux Jeux de 1976, elle fait partie de l'équipage soviétique qui remporte la médaille d'argent sur le quatre de couple.

## Palmarès

### Jeux olympiques
- Jeux olympiques d'été de 1976 à Montréal ( Canada) :
  -  médaille d'argent en quatre de couple

### Championnats du monde
- Championnats du monde 1975 à Nottingham ( Royaume-Uni) :
  -  médaille d'or du deux de couple
- Championnats du monde 1974 à Lucerne ( Suisse) :
  -  médaille d'or du deux de couple

### Championnats d'Europe
- Championnats d'Europe 1972 à Brandenbourg ( Allemagne de l'Est) :
  -  médaille d'or du deux de couple
- Championnats d'Europe 1971 à Copenhague ( Danemark) :
  -  médaille d'or du deux de couple
- Championnats d'Europe 1970 à Tata ( Hongrie) :
  -  médaille d'argent du deux de couple